# 大通江
大通江（又名通江），是中国长江流域的一条河流，发源于米仓山南麓西乡县大河镇罗家沟，于平昌县江口镇汇入渠江正源巴河右岸，属于嘉陵江水系。河长247.7千米，流域面积7650平方千米，多年平均流量177立方米每秒。自然落差1149米。水能理论蕴藏量5万千瓦。